# La Fête des pères (film, 2025)
Pour les articles homonymes, voir La Fête des pères.
Pour plus de détails, voir Fiche technique et Distribution.
La Fête des pères est un documentaire québécois réalisé en 2025 par Ayana O'Shun sorti en 2025. Il s'agit d'une enquête sur le phénomène des pères absents dans les communautés noires, à travers le récit personnel de la réalisatrice, les témoignages de femmes résidant au Québec et à la Guadeloupe et des entretiens avec un historien, des psychothérapeutes et des universitaires.

## Synopsis
Partant du constat que près du quart des enfants noirs canadiens vivent uniquement avec leur mère en 2021, une proportion deux fois plus grande que pour l'ensemble des enfants du pays, la réalisatrice Ayana O'Shun, qui avait deux ans lorsque son père a divorcé de sa mère et qu'il a disparu de leur vie, enquête sur le phénomène des pères absents dans les communautés noires,,.

## Fiche technique
- Titre : La Fête des pères
- Réalisation : Ayana O'Shun
- Photographie : Katerine Giguère
- Montage : Alex Bergeron
- Son : Sylvain Vary (Canada), Steve Lancastre (Guadeloupe)
- Musique : William Gaboury
- Production déléguée : Carmen Garcia
- Production : Ayana O'Shun (Les Productions Oshun), en collaboration avec Bianca Bellange (Bel Ange Moon Productions)
- Distribution : Productions Oshun
- Pays de production :  Canada
- Langue originale : français
- Format : couleur — format 16/9
- Genres : documentaire
- Durée : 75 minutes
- Date de sortie :
  - Canada : 4 février 2025 (avant-première) - 7 février 2025

## Distribution
- Ayana O'Shun
- Carlos Moore (écrivain)
- Frantz Voltaire (historien)
- Caroline Jennifer Victor
- Lara Tippenhauer
- Marie-Endherson Severe
- Violine Casseus
- Stella Séba
- Roger Ashton